# Berlinghiero Gessi
Berlinghiero Gessi (Bolonha, 28 de outubro de 1563 – 6 de abril de 1639) foi um cardeal católico italiano.
Filho de Giulio Cesare Gessi e Valeria Segni, parente do Papa Gregório XIII. Estudou na Universidade de Bolonha, onde graduou-se em 1583 (com 20 anos de idade), com um doutorado in utroque iure. Foi depois para Roma, a fim de auxiliar seu tio, que era auditor da Rota Romana. Retornou a Bolonha em 1589, assumindo o posto de professor de leis em sua alma mater.
O Papa Urbano VIII o elevou a cardeal em 19 de janeiro de 1626 e o indicou cardeal-presbítero da Basílica de Santo Agostinho no ano seguinte.
No julgamento de Galileu Galilei foi inquisidor, votando pela sua condenação.
Gessi morreu em 6 de abril de 1639 em Roma, e foi sepultado na igreja de Santa Maria sopra Minerva.